# Аеропорт (Томський район)
Аеропо́рт (рос. Аэропорт) — селище у складі Томського району Томської області, Росія. Входить до складу Мирненського сільського поселення.
Селище утворене 2005 року шляхом виділення зі складу міста Томська.

## Населення
Населення — 1133 особи (2010).